# Eddie Izzard
Edward John Izzard, detto Eddie (Aden, 7 febbraio 1962), è un comico, attore e sceneggiatore britannico.
Vincitore di due Emmy Award, la sua comicità si esprime con monologhi vari ed eterogenei attraversando temi differenti senza soluzione di continuità. Oltre che portare i suoi pezzi comici in tournée, è anche un attore di televisione, teatro e cinema ed è attivo nel volontariato. È conosciuto anche per l'arte del travestitismo, spesso presente nei suoi spettacoli.

## Biografia

### I primi anni

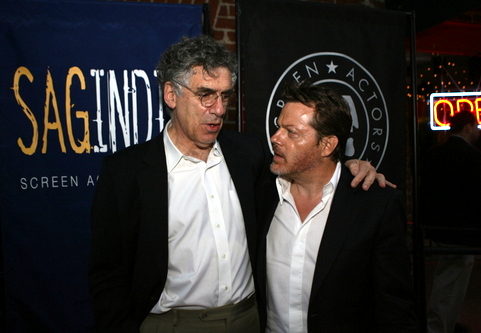
Eddie Izzard ed Elliott Gould ai Screen Actors Guild Awards 2006

Izzard nasce nello Yemen, figlio minore di una coppia inglese formata da Dorothy Ella, ostetrica e infermiera, e Harold John Izzard, contabile che lavorava nello Yemen per la BP. Un anno dopo la sua nascita, la famiglia di Izzard si trasferisce nel Regno Unito. Sua madre muore di cancro nel marzo del 1968, quando Izzard ha 6 anni. Izzard trova consolazione nella commedia dopo la morte di sua madre, particolarmente nei lavori dei Monty Python, Steve Martin, Richard Pryor e nel primo Benny Hill.
Dopo aver frequentato con successo l'Eastbourne College, inizia a esibirsi come cabarettista all'Università di Sheffield e, dopo essersi fatto cacciare da un corso di laurea in contabilità, porta le sue rappresentazioni nelle strade. Avendo passato gran parte degli anni 1980 come artista di strada in Europa e negli Stati Uniti d'America, Izzard porta i suoi spettacoli nei luoghi in Gran Bretagna. La sua prima apparizione avviene al Comedy Store di Londra, nel 1987. Durante tutti gli anni 1980 rifinisce il suo repertorio, e all'inizio degli anni 1990 comincia a collezionare i primi riconoscimenti, sebbene non abbia ancora la parvenza per cui diventerà famoso più tardi.

### Il successo

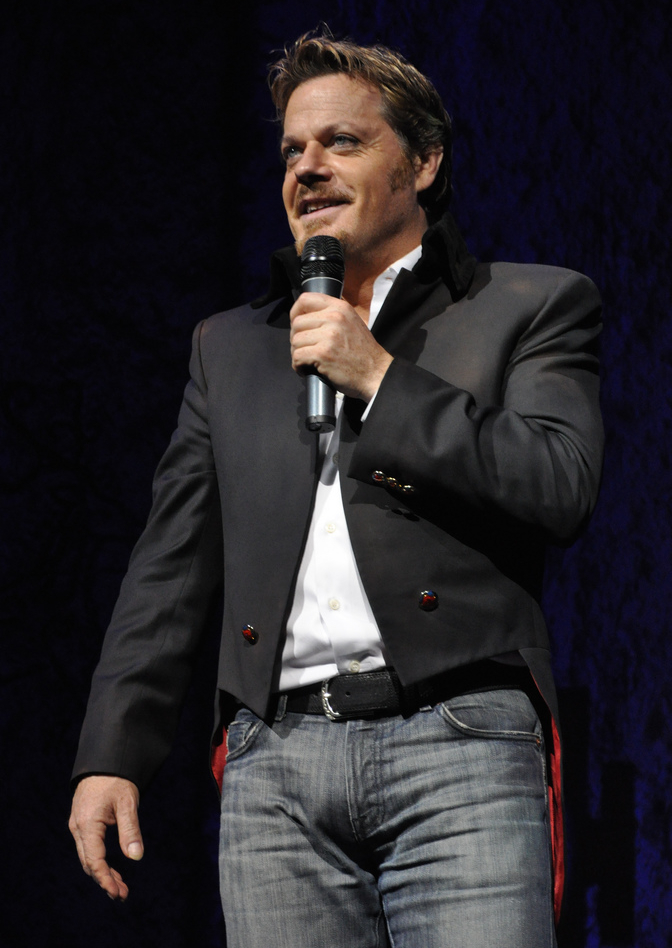
Eddie Izzard nel 2008 al Lyric Theatre di Londra

Il suo lavoro come cabarettista gli vale un British Comedy Awards nel 1993 per Live at the Ambassadors e uno nel 1996 per Definite Article. Dopo le tappe britanniche del suo tour, porta Definite Article in diverse città fuori dell'Inghilterra e rimedia una fortunata tappa a New York. Tuttavia, non sfonda veramente negli Stati Uniti d'America fino al 1999, quando Dress to Kill appare sul canale televisivo HBO. Circa un anno più tardi lo spettacolo va in tour negli Stati Uniti, Regno Unito e Francia (Izzard, infatti, parla fluentemente anche il francese). Nello stesso anno, interpreta un ruolo secondario nel film Mystery Men.
Improvvisamente oltreoceano si accorgono di Izzard: Dress to Kill gli valse due Emmy Awards nel 2000 (per la interpretazione e la sceneggiatura). Comunque, raramente recita i suoi spettacoli di cabaret in televisione, poiché consuma troppo velocemente il materiale comico mentre sul palco può essere riusato continuamente di fronte ad un pubblico sempre diverso per mesi. Nel 2001 appare in Hollywood Confidential di Peter Bogdanovich; sempre nello stesso anno partecipa a Ocean's Eleven (in seguito apparirà anche nei sequel). Nel 2006, recita nel film commedia La mia super ex-ragazza, in cui interpreta un imprevedibile sofisticato cattivo. Tra il 2007 e il 2008 è nel cast della serie TV The Riches, in cui interpreta il protagonista (Wayne Malloy/Doug Rich) affiancato dall'attrice Minnie Driver. Nel 2011 prende parte alla terza stagione di United States of Tara, dark comedy di proprietà della Showtime, nei panni del Dr. Hatteras, prima professore, poi psicanalista di Tara. Nel 2019 doppia il personaggio di Burnish nel film Il piccolo yeti.

## Vita privata
Ateo, Izzard si definisce genderfluid, parlando di sé come un soggetto «un po' maschietto e un po' femminuccia». Adotta come termine ombrello quello di transgender e, per lungo tempo, non ha mostrato preferenze tra «lui» o «lei» circa i pronomi con cui essere indicata; solo dal dicembre 2020 ha dichiarato di preferire esclusivamente «lei».
In passato si è identificato anche come travestito, parlando di sé con definizioni come «una lesbica intrappolata nel corpo di un uomo» o «un ragazzo intero più metà ragazza». Izzard aveva iniziato a identificarsi pubblicamente come travestito, in contesti come l'Edinburgh Fringe, già nel 1992. La sua posizione è che il modo in cui si veste non è parte delle sue performance né è un feticcio sessuale: «non lo chiamo drag; non lo chiamo nemmeno cross-dressing. È solo indossare un vestito. [...] Non si tratta di un artificio. Si tratta solo di me che esprimo me stesso»; nel suo spettacolo Unrepeatable sottolinea inoltre che «le donne indossano quello che vogliono e lo faccio anch'io». È infine dell'idea che l'essere transgender sia determinato dalla genetica e che un giorno questo sarà scientificamente provato, al punto di aver fatto sequenziare il proprio genoma.

## Filmografia

### Cinema
- L'agente segreto (The Secret Agent), regia di Christopher Hampton (1996)
- Velvet Goldmine, regia di Todd Haynes (1998)
- The Avengers - Agenti speciali (The Avengers), regia di Jeremiah S. Chechik (1998)
- The Criminal, regia di Julian Simpson (1999)
- Mystery Men, regia di Kinka Usher (1999)
- Circus, regia di Rob Walker (2000)
- L'ombra del vampiro (Shadow of the Vampire), regia di E. Elias Merhige (2000)
- Hollywood Confidential (The Cat's Meow), regia di Peter Bogdanovich (2001)
- All the Queen's Men, regia di Stefan Ruzowitzky (2001)
- Revengers Tragedy, regia di Alex Cox (2002)
- Blueberry, regia di Jan Kounen (2004)
- 5 bambini & It (Five Children and It), regia di John Stephenson (2004) – voce
- Ocean's Twelve, regia di Steven Soderbergh (2004)
- Romance & Cigarettes, regia di John Turturro (2005)
- Uno zoo in fuga (The Wild), regia di Steve Williams (2006) – voce
- La mia super ex-ragazza (My Super Ex-Girlfriend), regia di Ivan Reitman (2006)
- Ocean's Thirteen, regia di Steven Soderbergh (2007)
- Across the Universe, regia di Julie Taymor (2007)
- Le cronache di Narnia - Il principe Caspian (The Chronicles of Narnia: Prince Caspian), regia di Andrew Adamson (2008) – voce
- Igor, regia di Anthony Leondis (2008)
- Operazione Valchiria (Valkyrie), regia di Bryan Singer (2008) – Erich Fellgiebel
- Rage, regia di Sally Potter (2009)
- Every Day, regia di Richard Levine (2010)
- Cars 2, regia di John Lasseter e Brad Lewis (2011) – voce
- Lost Christmas, regia di John Hay (2011)
- L'ottava nota - Boychoir (Boychoir), regia di François Girard (2014)
- Un'occasione da Dio (Absolutely Anything), regia di Terry Jones (2015)
- Day Out of Days, regia di Zoe Cassavetes (2015)
- Rock Dog, regia di Ash Brannon (2016) – voce
- Vittoria e Abdul (Victoria and Abdul), regia di Stephen Frears (2017)
- L'assistente della star (The High Note), regia di Nisha Ganatra (2020)
- Sei minuti a mezzanotte (Six Minutes to Midnight), regia di Andy Goddard (2020)

### Televisione
- Open Fire, regia di Paul Greengrass – film TV (1994)
- Aristophanes: The Gods Are Laughing, regia di Coky Giedroyc – film TV (1995)
- I racconti della cripta (Tales from the Crypt) – serie TV, episodio 7x11 (1996)
- Rex the Runt – serie TV, episodi 1x03-1x08 (1998) – voce
- Pythonland, regia di Ralph Lee – film TV (1999)
- A Day in the Death of Joe Egg, regia di Robin Lough – film TV (2002)
- 40 – serie TV, episodi 1x01-1x02-1x04 (2003)
- Kitchen – miniserie TV, 2 puntate (2007)
- The Riches – serie TV, 20 episodi (2007-2008)
- The Day of the Triffids – miniserie TV, 2 puntate (2009)
- I Simpson (The Simpson) – serie TV, episodio 21x20 (2010) – voce
- United States of Tara – serie TV, 8 episodi (2011)
- The Good Wife – serie TV, episodio 3x02 (2011)
- L'isola del tesoro (Treasure Island), regia di Steve Barron – miniserie TV, 2 puntate (2012)
- Bullet in the Face – serie TV, 6 episodi (2012)
- Mockingbird Lane – serie TV (2012)
- Hannibal – serie TV, 6 episodi (2013-2014)
- Powers – serie TV, 10 episodi (2015)
- Prosciutto e uova verdi (Green Eggs and Ham) – serie animata, 13 episodi (2019) – voce
- Stay Close – miniserie TV, 6 puntate (2021)
- Il simbolo perduto (The Lost Symbol) – serie TV, 10 episodi (2021)
- Rapina e fuga (Culprits) – serie TV, episodi 1x07-1x08 (2023)
- Kaos – serie TV, 4 episodi (2024)

## Doppiatori italiani
Nelle versioni in italiano delle opere in cui ha recitato, Eddie Izzard è stato doppiato da:
- Roberto Draghetti in Ocean's Twelve, Ocean's Thirteen, Every Day
- Stefano Mondini in La mia super ex-ragazza, Sei minuti a mezzanotte
- Teo Bellia in Un'occasione da Dio
- Massimo De Ambrosis in L'ombra del vampiro
- Christian Iansante in Operazione Valchiria
- Danilo De Girolamo in L'agente segreto
- Fabrizio Pucci in The Good Wife
- Fabio Boccanera in Mystery Man
- Roberto Stocchi in Hannibal
- Luigi Ferraro in Velvet Goldmine
- Massimo Rossi in L'isola del tesoro
- Nino Prester in Romance & Cigarettes
- Pino Insegno in Powers
- Sergio Di Stefano in Blueberry
- Franco Mannella in L'ottava nota - Boychoir
- Marco Mete in Vittoria e Abdul
- Luca Biagini in L'assistente della star
- Marco Balzarotti in Get Duked!
- Massimo Lodolo ne Il simbolo perduto
- Rodolfo Bianchi in Stay Close

Da doppiatore è sostituito da:
- Marco Mete in Cars 2, LEGO Batman - Il film
- Teo Bellia in Uno zoo in fuga
- Stefano Mondini in Igor
- Francesco Prando in Le cronache di Narnia - Il principe Caspian
- Leo Gullotta in 5 bambini & It
- Oreste Baldini in Rock Dog
- Stefano Benassi in Il piccolo yeti
- Alessio Cigliano in Prosciutto e uova verdi